# 伝染性サケ貧血
伝染性サケ貧血（でんせんせいサケひんけつ、英: Infectious salmon anemia(anaemia):ISA）とはカナダ、ノルウェー、スコットランド、チリの養魚場において深刻な損失を与える大西洋サケ(Salmo salar)のウイルス感染症。
伝染性サケ貧血の病原因子は伝染性サケ貧血ウイルス(ISAV)である。伝染性サケ貧血ウイルスはオルソミクソウイルス科のイサウイルス属に属する唯一種のRNAウイルスである。